# 마체테

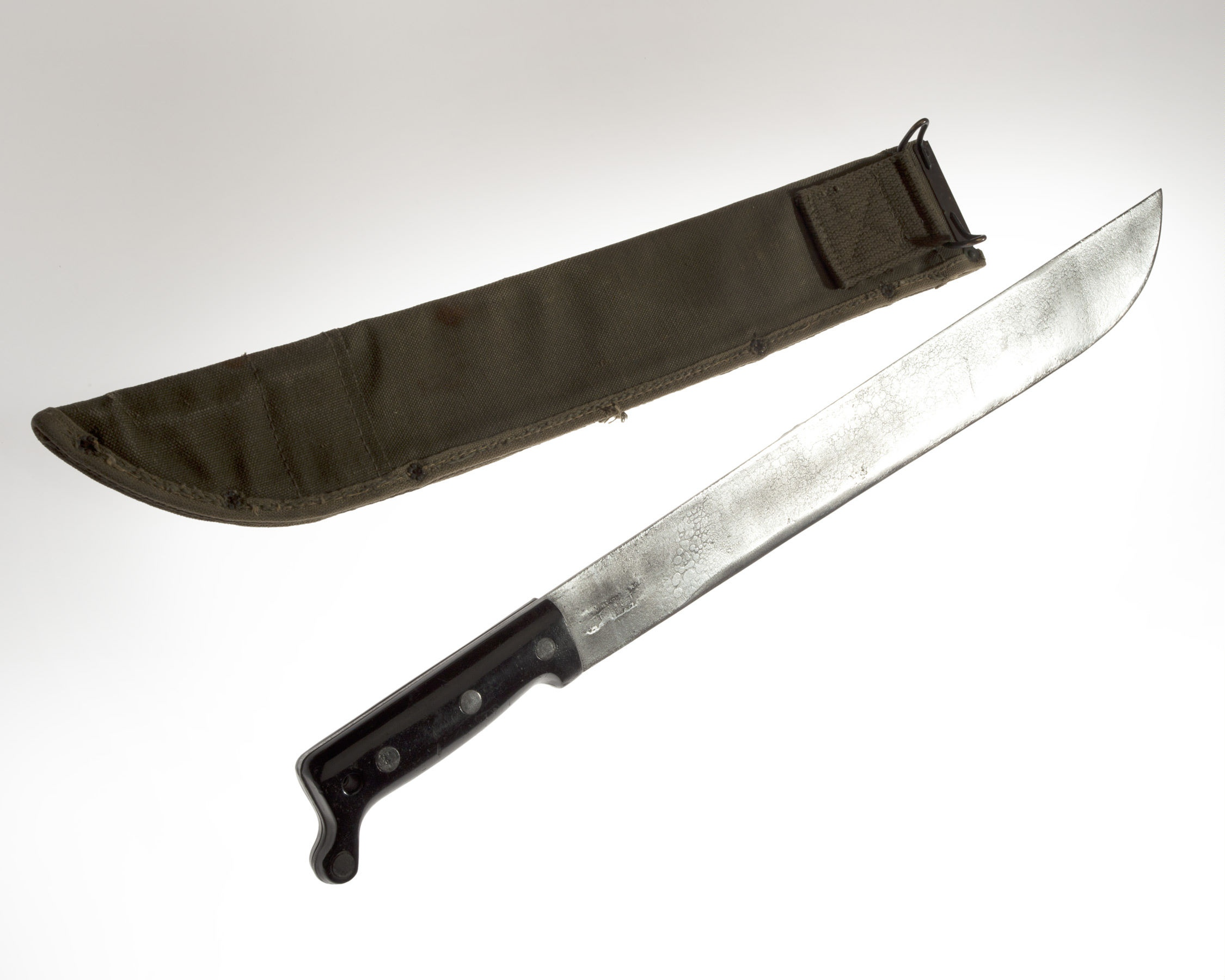

마체테(스페인어: machete [maˈtʃete][*]는 클리버와 비슷하게 생긴 커다란 칼이다. 칼날 길이는 보통 32.5~45 cm이며, 두께는 3 mm이하이다.
마체테는 도끼와 유사한 농기구로 사용되거나 전투에서 긴 칼날처럼 사용되는 넓은 날이다. 날의 길이는 일반적으로 30~66cm(12~26인치)이고 일반적으로 두께는 3mm(1/8인치) 미만이다. 스페인어에서 이 단어는 큰 망치를 지칭하는 데 사용된 마초(macho)라는 단어의 축소형일 수 있다. 또는 그리스인과 로마인이 팔카타에 붙인 이름인 마케라(machaera)에서 유래했을 수도 있다. 거의 사용되지 않지만 이는 영어 등가 용어 matchet의 유래이다. 자메이카, 바베이도스, 가이아나, 그레나다, 트리니다드 토바고와 같은 영어권 카리브해 지역에서는 커틀라스라는 용어가 이러한 농업 도구에 사용된다.